# New Zealand Open 1974
Il New Zealand Open 1974 è stato un torneo di tennis giocato sull'erba. È stata la 18ª edizione dell'Auckland Open, che fa parte del Commercial Union Assurance Grand Prix 1974. Si è giocato a Auckland in Nuova Zelanda, dal 7 al 13 gennaio 1974.

## Campioni

### Singolare
Björn Borg ha battuto in finale   Onny Parun con il punteggio di 6–4, 6–4, 3–6, 6–2

### Doppio
Syd Ball /  Bob Giltinan hanno battuto in finale  Ray Ruffels /  Allan Stone con il punteggio di 6–1, 6–4